# Камбюр (футбольний клуб)
Спортивний клуб «Камбюр» (нід. SC Cambuur) — нідерландський футбольний клуб з міста Леуварден, що виступає у найвищій лізі чеміпіонату Нідерландів — Ередивізі. Домашньою ареною є стадіон «Камбюр», який вміщає 10 500 глядачів.
Корені «Камбюру» сягають 14 серпня 1917 року, коли був заснований ВВ Леуварден (нід. Voetbal Vereniging (VV) Leeuwarden). Нинішня повна назва — Спортивний клуб «Камбюр-Леуварден» (нід. Sportclub (SC) Cambuur Leeuwarden)
Вперше виступав у Ередивізі в сезоні 1992—93, загалом провів у найвищому дивізіоні 9 сезонів. Найвище досягнення — 12 місце в сезонах 2013-14, 2014-15.

## Досягнення
- Ерстедивізі (рівень 2)
  -  Чемпіон (3): 1991—92, 2012—13, 2020—21
  -  Срібний призер (3): 1996—97, 1997—98, 2009—10

- Тведедивізі (рівень 3)
  -  Чемпіон (2): 1956—57, 1964—65